# Girl Crazy (musical)
Girl Crazy és un musical de 1930 amb música de George Gershwin, lletra d'Ira Gershwin i llibre de Guy Bolton i John McGowan. Ethel Merman feu el seu debut en aquesta producció musical ensems permeté convertir Ginger Rogers de sobte en una estrella.
El musical ha estat adaptat tres vegades a pel·lícula, la més notable en 1943 amb Mickey Rooney i Judy Garland. En aquesta versió, els papers interpretats per Ginger Rogers i Ethel Merman es van combinar en un, interpretat per Garland.
La versió del 1930 segueix la història de Danny Churchill, que ha estat enviat a Custerville, Arizona, per gestionar el ranxo de la seva família. El seu pare l'ha enviat allà perquè s'ocupe de qüestions més greus que l'alcohol i les dones, però Danny converteix el lloc de la seva família en un ranxo d'animació, important showgirls de Broadway i contractant a Kate Forthergill (interpretada per Merman) com a animadora. Al capdavall, els visitants arriben des de les dues costes americanes fins al ranxo i Danny s'enamora de l'encarregada de l'oficina de correus, Molly Gray (originalment interpretada per Ginger Rogers). Les pel·lícules posteriors van seguir diferents trames.
Les cançons més conegudes d'aquest musical són Embraceable You y I Got Rhythm.